# Fanfaren
Fanfaren var en biograf i Farsta Centrum i Stockholm som låg vid Farsta torgs sydvästra sida. Biografen öppnade 1961 och stängde 1992.

## Historia

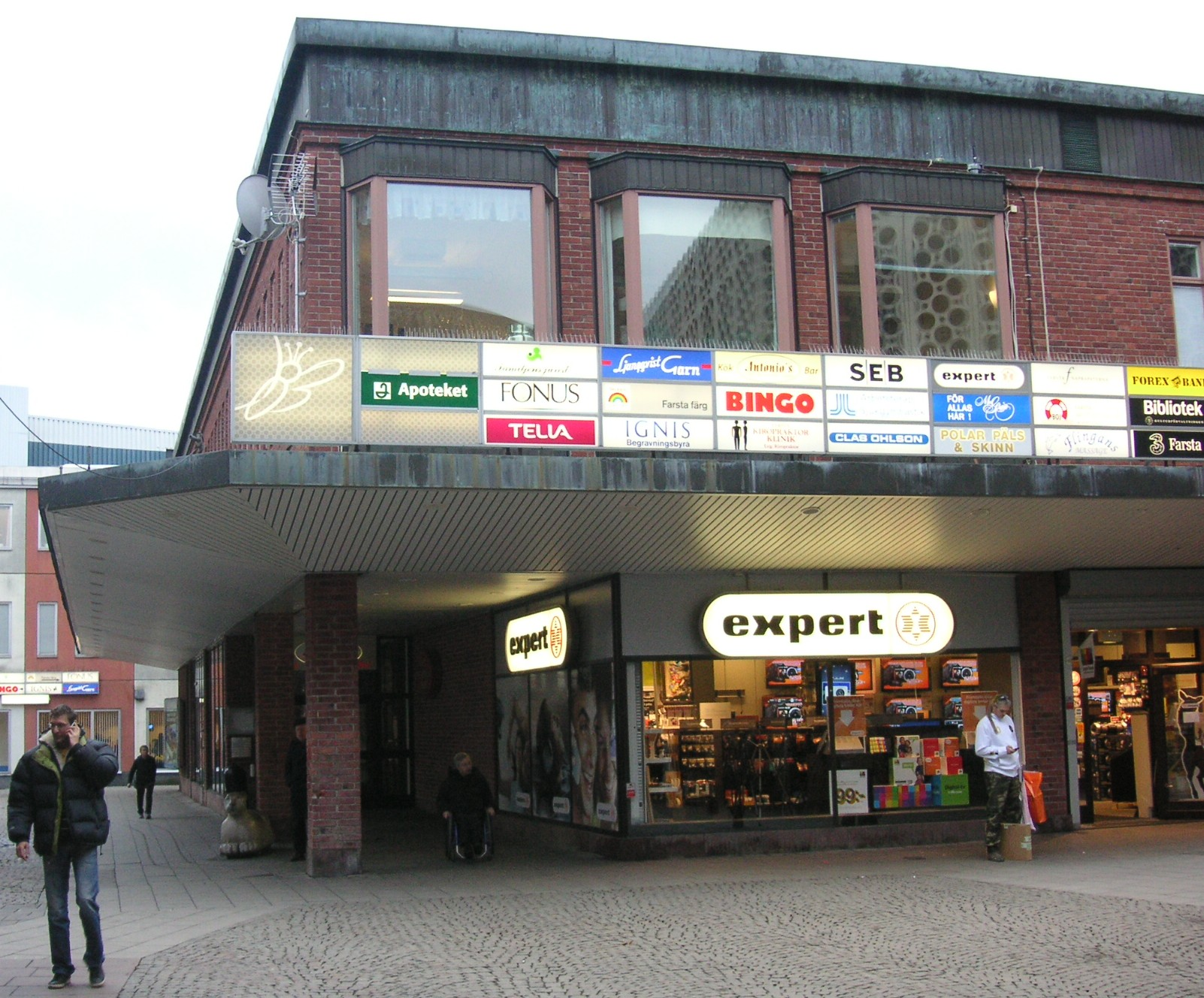
Den gamla entrén 2009

Farsta Centrum invigdes den 23 oktober 1960 som en sydlig motsvarighet till Vällingby Centrum. Biografen "Fanfaren" öppnades ett år drygt senare, den 26 december 1961. Satsningen på en egen biograf i den nyuppförda stadsdelen var en viktig detalj i Farstas stadsplanekoncept, den så kallade ABC-staden. Farsta skulle liksom Vällingby vara självförsörjande med arbete, bostad och centrum, där ingick även förströelse och underhållning i en egen biograf. Centrum och biografen ritades av arkitektfirman Backström & Reinius.
"Fanfaren" hade redan från början en förstklassig teknisk utrustning med bland annat Cinemascope som visades på en 13 meter-duk, på sin tid Stockholms största. Parketten hade ett starkt sluttande golv med 535 platser, någon balkong fanns inte. Svensk Filmindustri (SF) som drev "Fanfaren" lanserade biografen som en premiärbiograf med samma program som innestadsbiograferna.  
År 1985 lämnade SF "Fanfaren" till Stockholms stad, som byggde om anläggningen till en sorts allaktivitetshus med en kraftig minskad biosalong. Nu var "Fanfaren" café, fritidsgård och replokal för rockband. I februari 1986 togs biografverksamheten upp igen genom Eurostar.  I maj 1992 stängdes "Fanfaren" för säsongen, men öppnades aldrig mera, eftersom centrumet genomgick en större ombyggnad.  Biografens typiska namnskylt med enkla versala bokstäver fanns kvar några år till, tills även den togs ner för gott. Idag (2009) finns butiker och café i lokalen.